# جيندريك سيغوارت
جيندريك سيغوارت هو مغني ألماني، مثل ألمانيا في مسابقة الأغنية الأوروبية 2021.